# Liste der Baudenkmäler im Kölner Stadtteil Langel
Die folgende Liste enthält die in der Denkmalliste ausgewiesenen Baudenkmäler auf dem Gebiet des Stadtteils Köln-Langel, Stadtbezirk Köln-Porz, Nordrhein-Westfalen.
Hinweis: Die Reihenfolge der Baudenkmäler in dieser Liste orientiert sich an den Straßennamen und ist alternativ nach Hausnummern, Denkmallistennummer oder Bezeichnung sortierbar.
Basis ist die offizielle Kölner Denkmalliste (22. Mai 2015), die Baudenkmäler und Denkmalbereiche auflistet. Dabei kann es sich beispielsweise um Sakralbauten, Wohn- und Fachwerkhäuser, historische Gutshöfe und Adelsbauten, Industrieanlagen, Wegekreuze und andere Kleindenkmäler sowie Grabmale und Grabstätten, die eine besondere Bedeutung für die Geschichte Kölns haben, handeln. Grundlage für die Aufnahme in die offiziellen Denkmallisten ist das Denkmalschutzgesetz Nordrhein Westfalens.

Denkmäler nach Straßen geordnet: H | I | L | R 
| Bild            | Bezeichnung              | Lage                                                 | Beschreibung | Bauzeit                   | Einge- tragen seit | Denk- mal- nr. |
| --------------- | ------------------------ | ---------------------------------------------------- | ------------ | ------------------------- | ------------------ | -------------- |
| Fotos hochladen | Wegekreuz                | Langel Heinrich-Klein-Straße, Ecke Hintergasse Karte |              | 1853                      | 31. Oktober 1991   | 6273           |
| Fotos hochladen | Kleindenkmal (Wegekreuz) | Langel In der Aue, Ecke Rheinbergstraße Karte        |              | 19. Jahrhundert           | 1. Juli 1980       | 549            |
| Fotos hochladen | Kirche St. Clemens       | Langel Lülsdorfer Str. 114 Karte                     |              | 1891                      | 20. Januar 1983    | 1303           |
| Fotos hochladen | Wohn- und Geschäftshaus  | Langel Lülsdorfer Str. 117 Karte                     |              | 1911                      | 18. Juni 1991      | 6115           |
| Fotos hochladen | Kleindenkmal (Wegekreuz) | Langel Lülsdorfer Straße, gegenüber der Kirche Karte |              | 19. Jahrhundert           | 1. Juli 1980       | 555            |
| Fotos hochladen | Kleindenkmal (Wegekreuz) | Langel Lülsdorfer Straße, Ecke Schrogenweg Karte     |              | 20. Jahrhundert           | 1. Juli 1980       | 557            |
| Fotos hochladen | Kleindenkmal (Wegekreuz) | Langel Lülsdorfer Straße, Ecke Rheinbergstraße Karte |              | 1719                      | 1. Juli 1980       | 556            |
| Fotos hochladen | Wohnhaus                 | Langel Rheinbergstr. 52 Karte                        |              | 1. Hälfte 19. Jahrhundert | 28. Oktober 1991   | 6242           |